# Walter Daelemans
Walter Daelemans is een Belgisch professor in de computerlinguïstiek aan de Universiteit Antwerpen. Hij is ook directeur van het onderzoekscentrum Computational Linguistics and Psycholinguistics Research Center (CLiPS).
Daelemans was een pionier in het gebruik van machinelearningtechnieken, meer specifiek memory-based-learning, in het gebied van computationele taalkunde in Europa in het begin van de jaren 90. Samen met Antal van den Bosch schreef hij het boek Memory-Based Language Processing  en ontwikkelde hij het softwarepakket TiMBL. Dit was tijdens zijn periode als professor aan de Universiteit van Tilburg, waar hij de onderzoeksgroep Induction of Linguistic Knowledge (ILK) oprichtte.
In 2003 werd hij verkozen tot Fellow van ECCAI (European Coordinating Committee for Artificial Intelligence) voor zijn invloedrijke bijdrages in het gebied van artificiële intelligentie en zijn diensten aan de European Artificial Intelligence Committee.
- Association for Computing Machinery: 81100083390
- Bibsys: 97049707
- Bibliothèque nationale de France: cb15032377c (data)
- DBLP: d/WalterDaelemans
- Gemeinsame Normdatei: 142096660
- International Standard Name Identifier: 0000 0001 0956 2358
- Library of Congress Control Number: no2002010402
- NARCIS: PRS1239075
- Nationale Bibliotheek van Tsjechië: mub2011662290
- Nationale Bibliotheek van Israël: 987007459915905171
- Nederlandse Thesaurus van Auteursnamen: 073894982
- ORCID: 0000-0002-9832-7890
- Système universitaire de documentation: 14859025X
- Virtual International Authority File: 15052680
- WorldCat: E39PBJbWy6mJMW7bVYbyWjfH4q